# Ach Herre! tu fast stränge Gudh
Ach Herre! tu fast stränge Gudh (tyska: Ach Herre du gerechter Gott) är en ursprungligen tysk psalm av Johann Heermann. Haquinus Magni Ausius gjorde en översättning till svenska, vilken publicerades i hans översättning (1641) av Basilius Förtschs Geistliche Wasserquelle (1609) enligt Högmarck (1736). Versionen i 1695 års psalmbok är dock så starkt bearbetad, att Högmarck tvivlar på att det alls rör sig om samma översättare. Den senare svenska översättningens upphov är okänt.
I 1697 års koralbok anges att melodin är samma som till psalmen Du livets bröd, o Jesus Krist (nr 17).

## Publicerad i
- Den svenska psalmboken 1694 som nummer 372 under rubriken "Om Jordenes Frucktbarhet"
- 1695 års psalmbok som nr 315 under rubriken "Om Jordenes frucktbarhet".